# District de Sandyktau
Le  district de Sandyktaou (en kazakh : Сандықтау ауданы) est un district de l'oblys d'Aqmola au nord du Kazakhstan. 

## Géographie
Son centre administratif est la localité de Balkachino.

## Démographie
En 2013, le district a une population de 20 311 habitants.